# 398 v.Chr.
Het jaar 398 v.Chr. is een jaartal volgens de christelijke jaartelling.

## Gebeurtenissen

### Griekenland
- De Atheense admiraal Conon, in ballingschap op Cyprus na de ramp van Aegospotami, biedt zijn waardevolle diensten aan in Perzië.

### Italië
- Dionysius I, tiran van Syracuse, verbreekt het vredesverdrag met Carthago en belegert Motya op het eiland dat nu San Pantaleo heet aan de westkust van Sicilië. Met behulp van katapulten wordt deze havenstad veroverd en de Carthaagse bevolking afgeslacht.